# おはよう秋田
おはよう秋田（おはようあきた）は、2000年4月3日からNHK秋田放送局で平日朝に放送される『NHKニュースおはよう日本』のローカルニュース番組である。放送開始前は、仙台から「おはよう東北」として放送していた。

## 放送時間
- 平日 7:45 - 8:00、7:50 - 7:58は東北ブロック放送
  - 祝日は休止し、7:25 - 7:30に「東北地方のニュース・気象情報」を放送。

## タイムテーブル

### 平日

#### 7:45 - 8:00
- 7:45 オープニング（バックの映像は、秋田拠点センターアルヴェ屋上カメラ）
- 7:45 - 7:48 秋田ローカルニュース（2項目）
- 7:48 - 7:49 きょうの動き又は交通情報（交通情報は、祝日7:27に放送される内容とほぼ同じ。）
- 7:49 - 7:50.30 秋田県内の気象情報①
- 7:50.30 - 7:54.40 東北地方の話題・検証・中継など（ここから7:58までは仙台から『おはよう宮城』をタイトル差し替えの上同時ネット）[2]
- 7:54.40 - 7:58 東北地方の気象情報
- 7:58 - 7:59.30 秋田県内の気象情報
- 7:59.30 - 7:59.55 「ニュースこまち」スポット

### 過去

#### 祝日
※現在は仙台からの東北地方向けのニュースに切り替えられている。
- 7:25 - 7:27 秋田ローカルニュース（2項目）
- 7:27 きょうの動き
- 7:27 飛行機情報（秋田空港カメラ）（秋田→羽田ANA402便の運行情報）、JR情報（秋田拠点センターアルヴェ屋上カメラ）、高速道路情報
- 7:28 秋田県内の気象情報

## 現在の出演者
秋田放送局のアナウンサー・キャスターが交代で担当。

## 過去の出演者
- 阿部由佳（元秋田局契約キャスター・ - 2015年3月27日）
- 吉田紗也佳（元秋田局契約キャスター・ - 2018年3月30日）
- 武田実紗（2022年4月4日 -）

## 関連番組
- NHKニュースおはよう日本